# Sebastião de Lucena de Azevedo
Sebastião de Lucena de Azevedo nasce antes de 1535 em Portugal, fruto do casamento de Vasco Fernandes de Lucena com Beatriz Dias Correa. Unido em matrimônio a Jerônima Mesquita Mendonça, geraram Mateus de Freitas de Azevedo, que foi Alcaide-Mor de Pernambuco, e através deste foram avós de outro Sebastião de Lucena de Azevedo: um administrador colonial português. Este segundo Sebastião de Lucena de Azevedo foi capitão-mor e governador da capitania do Grão-Pará em 1646. Também foi um cavaleiro militar na Ordem de Cristo